# Helymaeus vitticollis
Helymaeus vitticollis là một loài bọ cánh cứng trong họ Cerambycidae.